# Uente:Flavio Sartoretto/Sandbox3

### Interno
L'interno dell'edificio si compone di una navata principale coperta da volta a botte e di cinque cappelle laterali comunicanti tra di loro che di fatto costituiscono una navata secondaria, al termine della quale si accede alla cappella feriale; al termine dell'aula si sviluppa il presbiterio, sopraelevato di tre gradini e chiuso sul fondo dall'abside a pianta poligonale.
Da notare sono: 14 formelle 40x40 in terracotta, che rappresensentano le stazioni della Via Crucis
prodotte dallo scultore Luciano Minguzzi.
Una crocefissione, olio su tavola 80x90, del pittore Claudio Laudani.